# The Herd
The Herd var en brittisk popgrupp bildad 1965. The Herd bestod av Peter Frampton (sång, gitarr), Andy Bown (keyboards), Gary Taylor (basgitarr), och Andrew Steele (trummor). De singeldebuterade för skivbolaget Parlophone 1965 med låten "Goodbye Baby Goodbye". De slog dock inte igenom i Storbritannien förrän 1967 med låten "From the Underworld" som nådde sjätte plats på singellistan. De hade sedan två brittiska hits till, "Paradise Lost" (1967) och "I Don't Want Our Loving to Die" (1968). Den sistnämnda blev deras största hit med en femteplats på Englandslistan. "From the Underworld" blev även en stor hit i Nederländerna där den nådde #2 på singellistan. De gav ut tre LP-skivor på skivbolaget Fontana. 
Gruppen upplöstes 1968. Peter Frampton bildade sedan rockbandet Humble Pie. Andy Bown blev medlem av Status Quo i slutet av 1970-talet.

## Diskografi
Album
- From the Underworld (1967)
- Looking Thru You (1968)
- Paradise Lost (1968)

Singlar
- "Goodbye Baby Goodbye" / "Here Comes the Fool" (1965)
- "She Was Really Saying Something" / "It’s Been a Long Time Baby" (1965)
- "So Much in Love" / "This Boy’s Always Been True" (1966)
- "I Can Fly" / "Diary of a Narcissist" (1967)
- "I Can Fly" / "Understand Me" (1967)
- "From the Underworld" / "Sweet William" (1967)
- "Paradise Lost" / "Come on, Believe Me" (1967)
- "I Don’t Want Our Loving to Die" / "Our Fairy Tale" (1968)
- "Sunshine Cottage" / "Miss Jones" (1968)
- "The Game" / "Beauty Queen" (1969)
- "You’ve Got Me Hangin’ from Your Lovin’ Tree" / "I Don’t Wanna Go to Sleep Again" (1971)

## Fotnoter
1. ↑  Singellistan Nederländerna